# Prostaciklin
Prostaciklin je član familije lipidnih molekula poznatih kao eikozanoidi.
Kao lek, on je takođe poznat kao "epoprostenol". Ovi termini često imaju sinonimno značenje.

## Produkcija
Prostaciklin proizvode ćelije endotela iz prostaglandina 2 dejstvom enzima prostaciklin sintaze. Mada se prostaciklin smatra nezavisnim posrednikom, on se naziva  (prostaglandin I2) u eikozanoidnoj nomenklaturi, i on je član prostanoida (zajedno sa prostaglandinima i tromboksanom).
Serija-3 prostaglandina 3 takođe sledi put prostaciklinske sintaze. Termin 'prostaciklin' bez supskripta se obično odnosi na PGI2. 2 je izveden iz ω-6 arahidonske kiseline. PGI3 nastaje iz ω-3 EPA.

## Funkcija
Prostaciklin (2) prvenstveno sprečava formiranje trombocitnih ugrušaka koji učestvuju u hemostazi (delu procesa formiranja ugrušaka krvi). On deluje putem inhibicije aktivacije trombocita. On je takođe efektivan vazodilatator. Prostaciklinove interakcije su u kontrastu sa tromboksanom (TXA2), koji je takođe eikozanoid, i snažno upućuju na mehanizam od kardiovaskularne homeostaze između ova dva hormona u pogledu vaskularnih oštećenja.

## Degradacija
Prostaciklin, koji ima polu-život od nekoliko sekundi, se razlaže u 6-keto-PGF1, koji je znatno slabiji vazodilatator.

## Farmakologija
Sintetički analozi prostaciklina (iloprost, cisaprost) se koriste intravenozno, supkutano i putem inhalacije:
- kao vazodilatator kod jakog Rejnoovog fenomena ili ishemije uda;
- kod pulmonarne hipertenzije.
- kod primarne pulmonarne hipertenzije (PPH)

## Spoljašnje veze
|  | Molimo Vas, obratite pažnju na važno upozorenje u vezi sa temama iz oblasti medicine (zdravlja). |